# Selmer M. Johnson
Selmer Martin Johnson (* 21. Mai 1916 in Buhl, Minnesota; † 26. Juni 1996 in Sahuarita, Arizona) war ein US-amerikanischer Mathematiker.
Johnson studierte Mathematik an der University of Minnesota. Im Zweiten Weltkrieg diente er als Major in der US Air Force. Nach dem Krieg wurde er an der University of Illinois at Urbana-Champaign promoviert und arbeitete danach bei der RAND Corporation im Gebiet Operations Research.
Für das Problem des Handlungsreisenden leistete er zusammen mit George Dantzig und Delbert Ray Fulkerson 1954 die erste Formulierung des Problems als ganzzahliges lineares Programm und entwickelte ein Schnittebenenverfahren zu dessen Lösung.
Unter anderem der Johnson-Algorithmus, der Ford-Johnson-Algorithmus, der Johnson-Zähler, der Johnson-Code und der Steinhaus-Johnson-Trotter-Algorithmus sind nach ihm benannt.